# Doch das Böse gibt es nicht
Doch das Böse gibt es nicht (persisch شیطان وجود ندارد Sheytan vojud nadarad / Scheitan wodschud nadarad, ‚Satan existiert nicht‘; internationale Titel: englisch There Is No Evil bzw. alternativ deutsch Es gibt kein Böses) ist ein Spielfilm von Mohammad Rasulof aus dem Jahr 2020. Der Film besteht aus vier Episoden, die auf unterschiedliche Weise die Todesstrafe im Iran zum Thema haben und nur lose miteinander verknüpft sind.
Die Uraufführung fand am 28. Februar 2020 im Rahmen des Wettbewerbs der 70. Internationalen Filmfestspiele Berlin statt. Dort wurde der Film mit dem Goldenen Bären, dem Hauptpreis des Festivals, ausgezeichnet.
Der Kinostart in Deutschland war für den 5. November 2020 durch den Filmverleih Grandfilm geplant, musste aufgrund der Kinoschließungen in Folge der COVID-19-Pandemie aber verschoben werden. Neuer Kinostarttermin war der 19. August 2021.

## Handlung
Der Film besteht aus vier Geschichten, die die Themen „moralische Kraft und Todesstrafe“ variieren. Sie sind erzählerisch nur lose miteinander verbunden und enden jeweils abrupt:

### 1. There Is No Evil (dt.: „Es gibt kein Böses“)
Der 40-jährige Heshmat ist ein liebevoller und pflichtbewusster Familienvater. Am Nachmittag holt er seine nicht streng religiöse Ehefrau Razieh mit dem Auto von ihrem Arbeitsplatz an einer Schule ab. Beide kümmern sich um alltägliche Erledigungen. Es müssen noch Vorbereitungen für eine Hochzeit getroffen werden, auf die Heshmat und Razieh eingeladen sind. Sie holen ihre kleine Tochter von der Schule ab und gemeinsam geht die Familie einkaufen. Heshmat besucht seine gebrechliche Mutter und abends isst er gemeinsam mit seiner Frau und seiner Tochter in einem Restaurant Pizza. Vor dem Schlafengehen hilft er Razieh beim Färben ihrer Haare und nimmt Medizin zu sich.
Gegen 3:00 Uhr morgens steht er auf, um zur Arbeit zu gelangen. Während er sich in einem kleinen Büro Frühstück macht, leuchten an der Wand kleine rote Lampen. Als sich deren Farbe in grün ändert, betätigt er einen Knopf, woraufhin sich im Nachbarraum die Falltüren unter fünf Delinquenten öffnen. Die zum Tode verurteilten Männer sterben durch Erhängen in einem Gefängnis.

### 2. She Said, “You Can Do It” (dt.: „Sie sagte, ‚Du kannst es‘“)
Der junge Pouya hat gerade den obligatorischen 21-monatigen Wehrdienst in einem Gefängnis angetreten, wo er sich das Zimmer mit weiteren Kollegen teilen muss. Eine erfolgreiche Absolvierung würde ihn dem Ziel näherbringen, an einen Pass zu gelangen und den Iran gemeinsam mit seiner Freundin Tahmineh zu verlassen. Er fürchtet sich aber davor, eines Tages einen zum Tode verurteilten Häftling auf seinem letzten Gang zu begleiten und zu töten.
Als er tatsächlich dafür ausgewählt wird, versucht Pouya alles in seiner Macht stehende zu tun, um den Befehl nicht ausführen zu müssen. Er hofft auf die Versetzung durch seinen Bruder, bietet des Nachts einem Kollegen Geld an, der eine kranke Schwester hat. Einige Männer regen sich darüber auf, dass im Iran keine Gesetze herrschen, stattdessen regierten Geld und Vetternwirtschaft das Land.
Als Pouya tatsächlich dazu abkommandiert wird, einen Sträfling auf dem Weg zur Vollstreckung der Todesstrafe zu begleiten, bricht er beinahe zusammen. Dann fasst er Mut und überwältigt in der Toilette einen bewaffneten Aufseher und fesselt ihn. Mit dessen Waffe nimmt er zwei weitere Bedienstete in einem Büro als Geiseln. Schließlich gelingt ihm die Flucht aus dem Gefängnis, wo ihn etwas entfernt Tahmineh mit einem Auto erwartet. Während ihrer Flucht ertönt aus dem Autoradio das italienische Lied Bella ciao.

### 3. Birthday (dt. „Geburtstag“)
Der junge Soldat Javad hat drei Tage Urlaub von seinem Wehrdienst erhalten. Er reist in ein kleines Dorf in der Nähe des Kaspischen Meeres, um seine Verlobte Nana an ihrem Geburtstag zu treffen. Javad hat einen Ring gekauft, da er um ihre Hand anhalten möchte. Er plant, den Iran mit Nana zu verlassen, während seine Verlobte lieber bleiben und das Haus der verstorbenen Großmutter als neues gemeinsames Heim renovieren würde.
Die Geburtstagsfeierlichkeiten werden vom Tod eines engen Freundes von Nanas Familie überschattet, der einst auch ihr Mentor war. Sie wollen den Toten im engsten Familienkreis bestatten. Als Javad eine Fotografie des Verstorbenen sieht, flüchtet er in den Wald und versucht sich zu ertränken. Er wird von Nana gefunden, der er beichtet, dass er für den Tod des Bekannten verantwortlich ist. Er hatte dem Delinquenten und politischen Aktivisten den Stuhl unter den Füßen weggezogen und damit den Tod durch Erhängen eingeleitet. Dafür hatte er Urlaub bekommen und seine Verlobte besuchen können.
Nana will die heikle Information vor ihrer Familie verheimlichen. Beim Abendessen macht ihr Javad den geplanten Hochzeitsantrag. Am nächsten Morgen sucht er Nana an einem nahegelegenen See auf, wo er seine Militäruniform zum Trocknen zurückgelassen hatte. Nana beendet die Beziehung und sagt, dass sie Javad vermissen werde.

### 4. Kiss Me (dt. „Küss mich“)
Bahram lebt mit seiner Frau Zaman seit 20 Jahren zurückgezogen im Hochland, wo sie weder einen Telefon- noch Internetanschluss besitzen. Beide betreiben etwas Landwirtschaft und züchten Honigbienen. Eines Tages erhält Bahram Besuch von seiner Nichte Darya, die im deutschsprachigen Raum aufwächst und auf Wunsch ihres Vaters Mansour Medizin studieren soll. Sie ist sich aber noch unschlüssig über ihre berufliche Zukunft. Durch Zufall erfährt Darya, dass Bahram wie seine Frau Zaman auch Medizin studiert hat, aber dem Beruf nicht nachgeht. Obwohl er über keinen Führerschein verfügt, fährt er seine Nichte in die Nähe einer Kleinstadt, wo sie mit ihrem Handy telefonischen Kontakt zu ihrem Vater in Europa herstellen kann.
Darya bemerkt, dass ihr Onkel schwer krank ist und unter blutigem Husten leidet. Bei einem Jagdausflug versucht Bahram ihr das Schießen beizubringen und sie später dazu zu zwingen, einen Fuchs zu töten. Darya kann sich aber nicht dazu durchringen, ein Lebewesen zu erschießen und flüchtet erschüttert zu ihrer Tante. Zaman erzählt ihr die Wahrheit, dass Bahram ihr leiblicher Vater ist. Vor seinem Tod wollte er Darya darüber informieren. Bahram hatte während seines Wehrdienstes als junger Mann einen Wächter mit einer Waffe bedroht und war geflohen. Darya war nach ihrer Geburt zum Onkel nach Europa gebracht worden. Als ihre Mutter mit der Hilfe von Schleppern nachkommen wollte, kam diese ums Leben. Bahram weigerte sich, die mutmaßlichen Mörder seiner Frau hinrichten zu lassen. Die konsternierte Darya will nichts mit ihrem leiblichen Vater zu tun haben und besteht auf ihre sofortige Abreise. Inmitten des Hochlands bleibt der Wagen mit Bahram, Zaman und Darya plötzlich stehen, nachdem Darya zuvor einen Fuchs bemerkt hatte und ausgestiegen war.

## Entstehungsgeschichte
Der iranische Filmemacher Mohammad Rasulof, der mit seiner Familie in Hamburg lebt, hatte 2017 seinen vorangegangenen Film Lerd (لِرد / Alternativtitel: A Man of Integrity) beim 70. Filmfestival von Cannes in der Sektion Un Certain Regard vorgestellt und war dort mit dem Hauptpreis ausgezeichnet worden. Rasulof erzählte von einem nordiranischen Bauern und Fischzüchter, der von seinem Land vertrieben werden sollte, nachdem ein Unternehmen lokale Beamte bestochen hatte. Der Regisseur war sich bewusst, dass er gegen die iranischen Zensurvorgaben verstoßen hatte und dies zu Konsequenzen führen könnte. Auf der Rückreise von Cannes in den Iran wurde Rasulof noch auf dem Flughafen im Heimatland sein Pass entzogen. Daraufhin wurde er aufgrund seiner letzten drei Filme wegen „Propaganda gegen den Staat“ verurteilt und erhielt am 20. Juli 2019 eine Haftstrafe von einem Jahr, blieb aber vorerst auf freien Fuß. Darüber hinaus durfte er den Iran für zwei Jahre nicht verlassen und im selben Zeitraum nicht Mitglied einer politischen oder sozialen Organisation sein. Rasulof war u. a. aufgrund konkreter Pläne für einen Filmdreh von Frankreich in den Iran gereist. Dennoch blieb er hoffnungsvoll: „[…] solange ich bald wieder Filme machen kann, kann ich auch die Realität abbilden, die um mich herum ist. Das ist meine Aufgabe, und sie gibt mir Hoffnung“, so Rasulof.
Obwohl Rasulof 2019 zu einer Haftstrafe verurteilt worden war, drehte er Doch das Böse gibt es nicht an vier verschiedenen Orten. Die Dreharbeiten fanden zum Teil sowohl an realen Plätzen statt, als auch an Orten, die als Symbol für ein Land stehen können, über das wenig bekannt ist. Rasulofs Produzenten Kaveh Farnam und Farzad Pak gaben an, Genehmigungen im Iran für die Dreharbeiten zum Film erhalten zu haben. Der Regisseur habe sich weder in Haft befunden, noch wurde er unter Hausarrest gestellt. Farnam und Pak verrieten aber nicht genau, wie sie es geschafft hatten, Doch das Böse gibt es nicht fertigzustellen und als Wettbewerbsfilm bei der Berlinale einzureichen. Die Kritikerin Hannah Pilarczyk (Spiegel Online) mutmaßte, die vier Episoden seien als einzelne Kurzfilme deklariert worden und nicht als Teile eines Gesamtwerks. Hanns-Georg Rodek (Die Welt) ging davon aus, dass das Drehbuch nicht die Zensur durchlaufen habe und Rasulof „höchstwahrscheinlich von der Geheimpolizei überwacht“ werde.
Rasulof selbst erklärte in einem Interview via Skype, dass er während der Dreharbeiten jeden Tag damit begonnen habe, auf seinem Handy nachzuschauen, ob ihm die iranischen Justizbehörden eine SMS geschickt hätten, um ihm das Gerichtsurteil mitzuteilen. Eine Woche vor Ende des Filmdrehs sei eine entsprechende Nachricht angekommen. Rasulof sei zu einer zweijährigen Haftstrafe verurteilt worden. Er wisse aber noch nicht, wann er genau die Haft anzutreten habe.

## Rezeption

### Kritiken
Nach der Berlinale-Premiere als letzter gezeigter Film im Wettbewerb wurde Doch das Böse gibt es nicht von der internationalen Fachkritik gemischt aufgenommen und nicht unbedingt als Mitfavorit auf den Hauptpreis gehandelt. Der Film schnitt im internationalen Kritikenspiegel der britischen Fachzeitschrift Screen International von allen 18 Wettbewerbsfilmen mit 2,6 von vier möglichen Sternen am achtbesten ab, während der US-amerikanische Beitrag Niemals Selten Manchmal Immer von Eliza Hittman die Rangliste mit 3,4 Sternen anführte. Ein gegensätzliches Bild ergab sich im Kritikenspiegel der lokalen rbb-Filmjournalisten, wo Doch das Böse gibt es nicht mit vier von fünf möglichen Punkten die Liste der Bären-Favoriten knapp vor dem deutschen Beitrag Berlin Alexanderplatz von Burhan Qurbani (3,9 Punkte) anführte.
Katja Nicodemus (Die Zeit), einzige deutsche Filmjournalistin des Screen International-Kritikenspiegels, vergab an Doch das Böse gibt es nicht zwei von vier möglichen Sternen und damit gemeinsam mit drei weiteren Kollegen die niedrigste Bewertung. Sie fasste den Filmtitel in Bezug auf das Thema als „ironisch“ bzw. „sarkastisch“ auf und kritisierte Rasulofs Film als „zu parabelhaft, um etwas über die gegenwärtige Stimmung im Iran mitzuteilen“. Dennoch nahm sie anhand des Films durch die „Alltäglichkeit der Todesstrafe“ eine „Verrohung“ wahr, „die sich in den Alltag“ der Menschen hineinfresse. „Man wartet aber spätestens nach der zweiten Episode darauf, dass die Todesstrafe wieder auftaucht. Denn die Episoden bauen nicht aufeinander auf. Sie verzahnen sich nicht und beleuchten einander nicht“, so Nicodemus.
Fabian Wallmeier (rbb24.de) nannte als Fazit, dass sich Rasulofs Film mit „wichtigen moralischen Fragen“ befasse, beanstandete aber, dass Doch das Böse gibt es nicht durch seine zahlreichen Plot-Twists „penetrant überkonstruiert“ sei. Der Film sei „künstlerisch […] unerheblich“ und stehe nicht in der Tradition starker iranischer Wettbewerbsbeiträge wie den Goldenen-Bären-Gewinnern Nader und Simin – Eine Trennung (2011) von Asghar Farhadi und Taxi Teheran (2015) von Jafar Panahi sowie der unprämiert gebliebene Khook (2018) von Mani Haghighi.
Nach Philipp Stadelmaier (Süddeutsche Zeitung) skizziere Doch das Böse gibt es nicht in den ersten beiden Episoden „die Widersprüche im Leben jener, die Todesstrafen vollstrecken“, während in den zwei letzten Rasulof zeige, „dass man sich Befehlen immer auch widersetzen“ könne. Es handle sich nicht um einen der besten Beiträge im Wettbewerb, aber laut Stadelmaier um einen „der widerständigsten“.
Andreas Kilb (Frankfurter Allgemeine Zeitung) sah nach der abschließenden Berlinale-Preisverleihung in Doch das Böse gibt es nicht einen verdienten Sieger des Festivals. Der Film besitze „neben seiner erzählerischen auch eine moralische Qualität, die ihn über die allermeisten Beiträge dieser Berlinale“ heraushebe. Rasulof bringe alle seinen Figuren, egal ob Opfern oder Tätern, „eine unbedingte Liebe“ entgegen. Hannah Pilarczyk (Spiegel Online) lobte ebenso den Film. Rasulof treibe die „Stärke des iranischen Kinos, die politischen Verwerfungen des Mullah-Regimes als persönliche moralische Dilemmata kristallisieren zu lassen,“ in Doch das Böse gibt es nicht „auf die Spitze“. Ähnlich wie Fabian Wallmeier bemerkte sie in allen Episoden einen „Hang zur Pointe“. Der Film führe häufiger „auf melodramatisches Terrain“, auf dem der Regisseur „sich erzählerisch alles“ herausnehme und weg vom politischen Realismus führe. Pilarczyk erinnerte in direktem Zusammenhang an einen kleinen Eklat bei der Pressekonferenz am 28. Februar 2020, nach der nicht-öffentlichen Kinovorführung für die Presse. Ein iranischer Journalist hatte angemerkt, dass zur Vollstreckung der Todesstrafe im Iran offizielle Posten statt Wehrdienstleistende eingesetzt werden würden. Das Filmteam um Produzent Kaveh Farnam erging sich daraufhin in Widersprüche und gab an, einen Spiel- und keinen Dokumentarfilm gedreht zu haben. Auch habe der Film keinen Bezug zu den tagesaktuellen Ereignissen im Iran.
Mehrere Medien zogen u. a. hinsichtlich der ersten Episode Vergleiche zum Begriff „Banalität des Bösen“, den die Philosophin Hannah Arendt im Zusammenhang mit ihrem 1961 erschienenen Buch Eichmann in Jerusalem geprägt hatte.

### Jurybewertungen

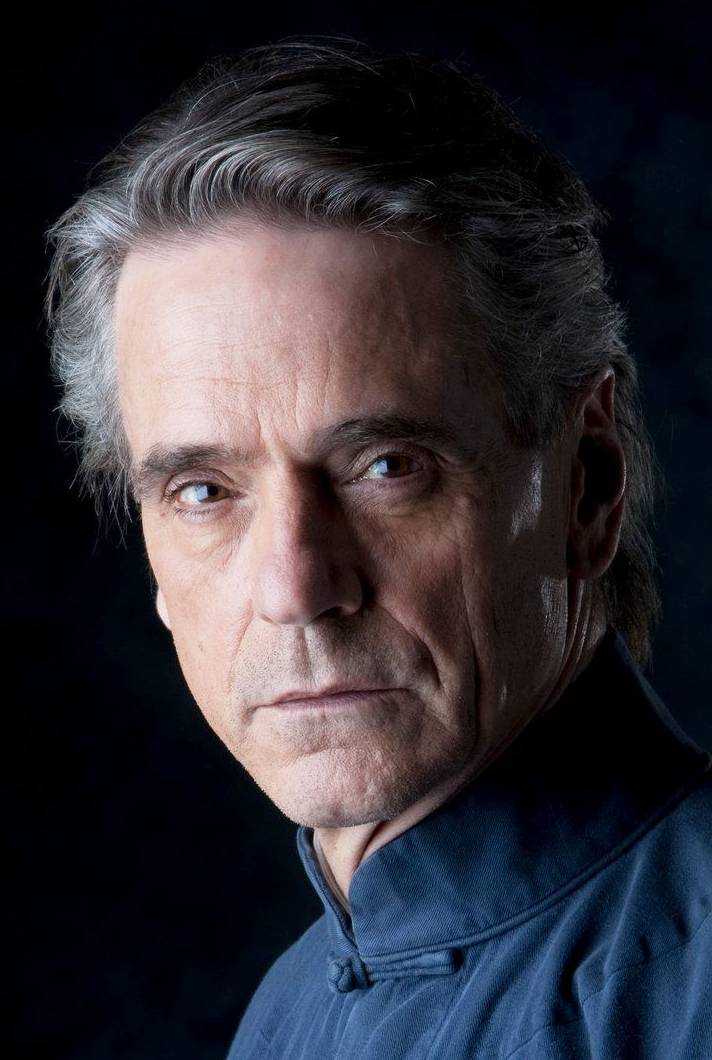
Berlinale-Jurypräsident Jeremy Irons (2014)

Jurypräsident Jeremy Irons pries Doch das Böse gibt es nicht in seiner Anmoderation zum Goldenen Bären als „sanften und umwerfenden Film“. „Vier Geschichten, die das Netz eines autoritären Regimes zeigen, verweben sich unter gewöhnlichen Menschen und ziehen sie in den Krieg, in die Unmenschlichkeit. Ein Film, der Fragen zu unserer eigenen Verantwortung und zu Entscheidungen stellt, die wir alle im Leben treffen“, so Irons.
Zwei weitere unabhängige Juries auf der Berlinale ließen dem Film ebenfalls Preise zukommen und äußerten sich jeweils ähnlich in ihren Begründungen. So urteilte die Ökumenische Jury, dass Doch das Böse gibt es nicht „eine grundsätzliche Kritik der Todesstrafe im Allgemeinen und des repressiven iranischen Systems im Besonderen“ anhand einer herausragenden Erzählung, „von großer filmischer Qualität und mit überzeugenden darstellerischen Leistungen“ zeige. Hervorgehoben wurde auch die dargestellte, tief beunruhigende „Atmosphäre drohender politischer Verfolgung“. Die Jury der Arbeitsgemeinschaft Kino – Gilde deutscher Filmkunsttheater (AG Kino-Gilde) pries das Drama als überraschendsten und kurzweiligsten Film des Wettbewerbs 2020. „Kraftvoll, emotional und zutiefst menschlich erzählt uns der Film Geschichten, die uns zeigen, was einen Menschen ausmachen und sensibilisiert uns, unser Leben in dieser Welt zu reflektieren. Politisch und ethisch weitet der Film den Blick in eine uns fremde Welt“, so die Jury, die auch die Darsteller-Leistungen hervorhob.

### Nachspiel für den Regisseur
Wenige Tage nach dem Berlinale-Triumph wurde Mohammad Rasulof von den iranischen Justizbehörden zum Antritt seiner einjährigen Haftstrafe aufgefordert. Er sei am 4. März 2020 per SMS darüber in Kenntnis gesetzt worden, sich beim zuständigen Richter zu melden, wie sein Anwalt Nasser Sarafschan einen Tag später in einem Interview mit der Agence France-Presse bekanntgab. Sarafschan habe seinen Mandanten dazu geraten, der Aufforderung nicht nachzukommen und Einspruch einzulegen. Gegenwärtig hätten die iranischen Justizbehörden aufgrund der aktuellen Coronavirus-Epidemie Anweisungen gegeben, Gefangenen Hafturlaube zu gewähren und Hafturteile bis zum 19. März 2020 nicht zu vollstrecken. Damit sollen weitere Ansteckungen mit dem gefährlichen Virus in den überfüllten Haftanstalten des Landes verhindert werden. Zuvor hatte der Iran Probleme gehabt, die Ausbreitung des Coronavirus in den Griff zu bekommen. Von Behördenseite wurden Schulen und Universitäten geschlossen und Großveranstaltungen abgesagt. Gleichfalls soll 54.000 Häftlingen Hafturlaub gewährt worden sein.
Die Berlinale veröffentlichte am 9. März 2020 eine Pressemeldung, in der sie gegen die Haftstrafe des Regisseurs protestierte. „Wir sind besorgt über die Haftanordnung gegen Mohammad Rasoulof. Es ist erschütternd, dass ein Regisseur so hart für seine künstlerische Arbeit bestraft wird,“ gab die Doppelspitze Mariette Rissenbeek und Carlo Chatrian bekannt. „Wir hoffen, dass die iranischen Behörden das Urteil revidieren.“

### Verbreitung im Iran
In der Vergangenheit wurden viele Filme Rasulofs nicht im Iran gezeigt. Die Produzenten des Films gehen davon aus, dass auch Doch das Böse gibt es nicht in keinem iranischen Kino veröffentlicht wird. Sollte dieser Fall eintreten, stellte einer der beiden Produzenten in Aussicht, den Film kostenfrei zu verbreiten.

## Auszeichnungen

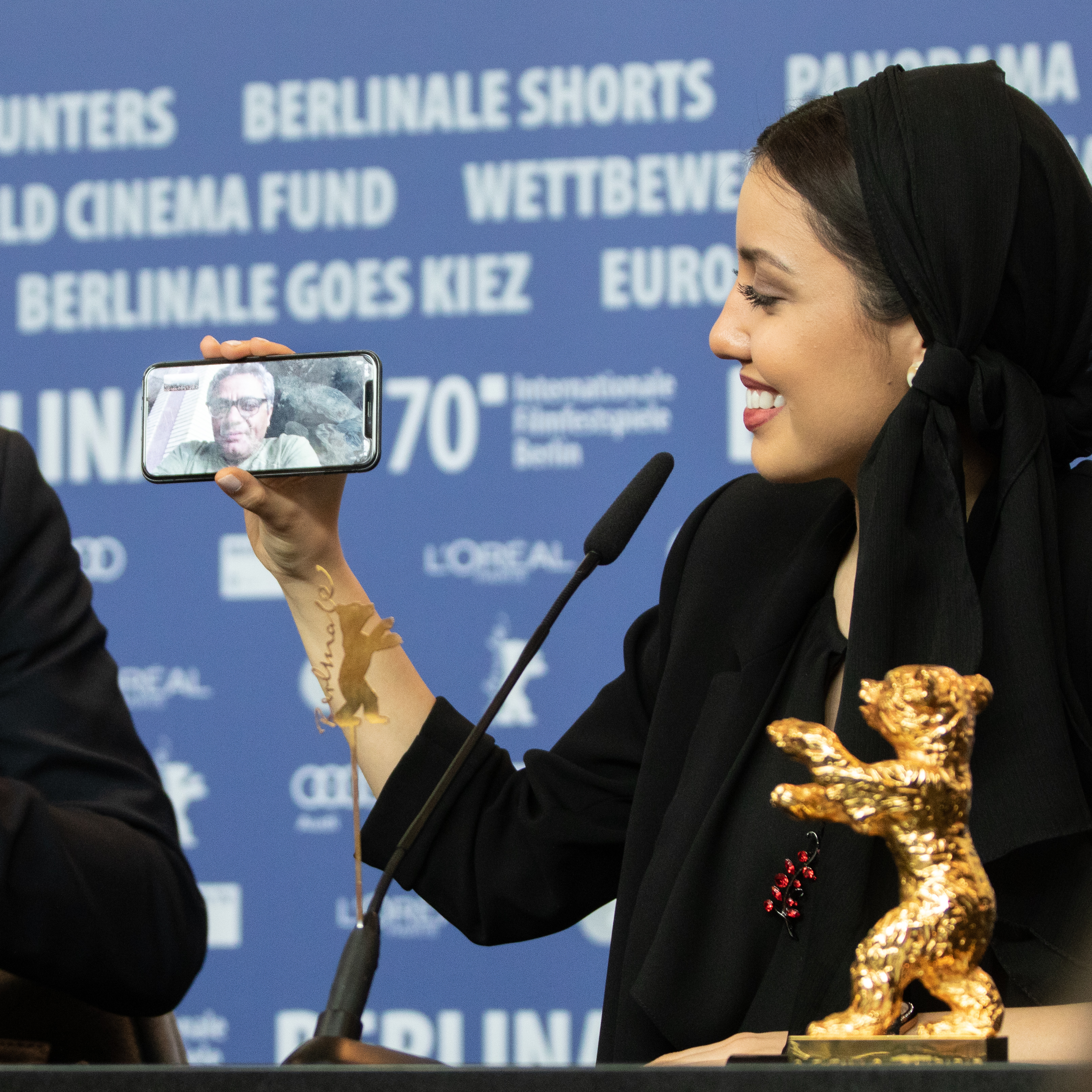
Mohammad Rasulof (zugeschaltet via Video-Chat), Tochter Baran Rasulof und die gewonnene Berlinale-Trophäe

Doch das Böse gibt es nicht gewann auf der Berlinale 2020 den Goldenen Bären, den Hauptpreis des Filmfestivals. Stellvertretend für ihren Vater, der nicht aus dem Iran hatte ausreisen dürfen, nahm die Schauspielerin Baran Rasulof die Trophäe in Empfang. Darüber hinaus wurde Rasulofs Regiearbeit mit dem Preis der Ökumenischen Jury und dem Gilde-Filmpreis ausgezeichnet.
Aufgrund der COVID-19-Pandemie fielen 2020 zahlreiche Filmfestivals weltweit aus oder wurden in den virtuellen Raum verlegt. Dennoch wurde Doch das Böse gibt es nicht bei weiteren Festivals gezeigt und ausgezeichnet, darunter im Jahr seiner Veröffentlichung auf dem Crested Butte Film Festival (Spezialpreis der Jury „Courage in Filmmaking“ für Mohammad Rasulof), Heartland International Film Festival (Bester Spielfilm), Montclair Film Festival (Bester Spielfilm) und Valladolid International Film Festival (Ribera de Duero – Lobende Erwähnung für Regisseur Rasulof). Darüber hinaus folgte eine Nominierung bei den Asian Film Awards 2020 in der Kategorie Bester Film.
Darüber hinaus gelangte Doch das Böse gibt es nicht auch in die Vorauswahl für die Golden Globe Awards 2021 („Bester fremdsprachiger Film“).